# Nucleon

Schematische voorstelling van een atoomkern met daarin de twee type nucleonen: protonen (rood) en neutronen (blauw)

Nucleon is het woord dat wordt gebruikt om een neutron of een proton aan te duiden, de deeltjes die samen de atoomkern vormen. Het woord nucleon is gebaseerd op het Latijnse nucleus, dat kern betekent. Het totale aantal nucleonen in de kern van een atoom is het massagetal. Beide nucleonen hebben een massa die dicht bij een atomaire massaeenheid ligt.
In bredere zin worden ook het antiproton en het antineutron tot de nucleonen gerekend.
De kleinere atomen hebben ongeveer evenveel neutronen als protonen in de kern. Hoe zwaarder een atoomkern is, des te groter is de verhouding tussen het aantal neutronen en protonen.
Nucleonen zijn geen elementaire deeltjes, omdat zij een inwendige structuur hebben. Ieder nucleon bestaat uit drie quarks, die interactie met elkaar hebben via de gluonen.
Proton: 2 up-quarks met elk een lading van +2/3 + 1 down-quark met een lading van −1/3
Neutron: 1 up-quark met een lading van +2/3 + 2 down-quarks met een lading van −1/3